# 羅生門 (1950年の映画)
『羅生門』（らしょうもん）は、大映（現:角川映画）による1950年（昭和25年）の日本の映画である。監督は黒澤明で、三船敏郎、京マチ子、森雅之などが出演。 芥川龍之介の短編小説『藪の中』を原作とし、タイトルや設定などは同じく芥川の短編小説『羅生門』が元になっている。 平安時代を舞台に、ある武士の殺害事件の目撃者や関係者がそれぞれ食い違った証言をする姿をそれぞれの視点から描き、人間のエゴイズムを鋭く追及しているが、ラストで人間信頼のメッセージを訴えた。
同じ出来事を複数の登場人物の視点から描く手法は、本作により映画の物語手法の1つとなり、国内外の映画で何度も用いられた。海外では羅生門効果などの学術用語も成立した。撮影担当の宮川一夫による、サイレント映画の美しさを意識した視覚的な映像表現が特徴的で、光と影の強いコントラストによる映像美、太陽に直接カメラを向けるという当時タブーだった手法など、斬新な撮影テクニックでモノクロ映像の美しさを引き出している。
第12回ヴェネツィア国際映画祭で金獅子賞、第24回アカデミー賞で名誉賞（現在の国際長編映画賞）を受賞し、それまで国際的にほとんど知られていなかった日本映画の存在を、世界に知らしめることになった。また、本作の受賞は日本映画産業が国際市場に進出する契機となった。

## あらすじ

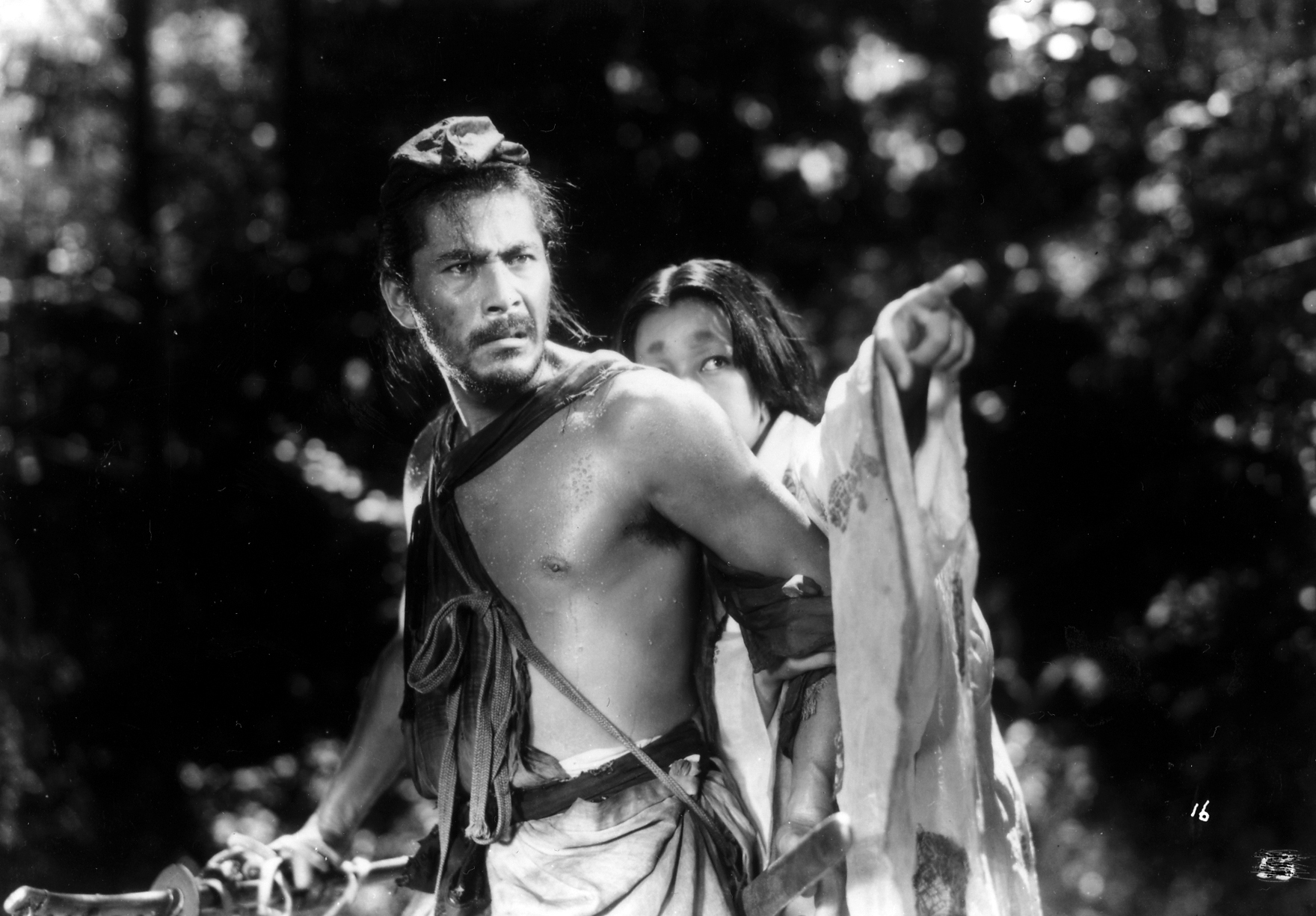
三船敏郎、京マチ子

### プロローグ
平安時代の京の都。羅生門で3人の男たちが雨宿りしていた。そのうちの2人、杣売り(そまうり、焚き木の販売業者)と旅法師はある事件の参考人として出頭した検非違使からの帰途だった。実に奇妙な話を見聞きしたと、もう1人の下人に語り始める。
3日前、薪を取りに山に分け入った杣売りは、武士・金沢武弘の死体を発見し、検非違使に届け出る。そして今日、取り調べの場に出廷した杣売りは、当時の状況を思い出しながら、遺体のそばに市女笠、踏みにじられた侍烏帽子、切られた縄、そして赤地織の守袋が落ちており、そこにあるはずの金沢の太刀、女性用の短刀は見当たらなかったと証言する。また、道中で金沢と会った旅法師も出廷し、金沢は妻の真砂と一緒に行動していたと証言する。

### 盗賊・多襄丸の証言
まず、金沢を殺した下手人として盗賊の多襄丸が連行されてくる。多襄丸は、山で侍夫婦を見かけた際に真砂の顔を見て欲情し、金沢を騙して捕縛した上で、真砂を手篭めにしたことを語る。その後、凛とした真砂が両者の決闘を要求し、勝った方の妻になると申し出たことから、多襄丸は金沢と正々堂々と戦い、激闘の末に金沢を倒したという。ところが、その間に真砂は逃げており、短刀の行方も知らないと証言する。

### 妻・真砂の証言
次に真砂の証言が始まる。手篭めにされた後、多襄丸は金沢を殺さずに逃げたという。真砂は夫を助けようとするが、眼前で男に身体を許した妻を金沢は軽蔑の眼差しで見据え、その目についに耐えられなくなった真砂は自らを殺すように懇願した。そのまま気絶してしまい目が覚めると、夫には短刀が刺さって死んでおり、自分は後を追って死のうとしたが死ねなかった、と証言した。語り口は悲嘆に暮れ、多襄丸の証言とはあまりにかけ離れていた。

### 金沢の証言
最後に巫女が呼ばれ、金沢の霊を呼び出して証言を得る。金沢の霊曰く、真砂は多襄丸に辱められた後、彼に情を移し、一緒に行く代わりに自分の夫を殺すように求めた。しかし、その浅ましい態度に流石の多襄丸も呆れ果て、女を生かすか殺すか夫のお前が決めて良いと金沢に申し出た。それを聞いた真砂は逃亡し、多襄丸も姿を消し、一人残された自分は無念のあまり、妻の短刀で自害した。そして自分が死んだ後に何者かが現れ、短刀を引き抜いたが、それは誰かわからないと答える。

### 杣売りの証言
それぞれ食い違う三人の言い分を話し終えた杣売りは、下人に「三人とも嘘をついている」と言う。杣売りは実は事件の一部始終を目撃していたが巻き込まれるのを恐れ、黙っていたという。杣売りによれば、多襄丸は強姦の後、真砂に惚れてしまい夫婦となることを懇願したが、彼女は断り金沢の縄を解いた。ところが金沢は辱めを受けた彼女に対し、武士の妻として自害するように迫った。すると真砂は笑いだして男たちの自分勝手な言い分を誹り、金沢と多襄丸を殺し合わせる。戦に慣れない2人はへっぴり腰で無様に斬り合い、ようやく多襄丸が金沢を殺すに至ったが、自らが仕向けた事の成り行きに真砂は動揺し逃げだした。人を殺めたばかりで動転している多襄丸は真砂を追うことができなかった。

### エピローグ
6人の告白はそれぞれの見栄のための虚偽であり、情けない真実を知った旅法師は世を儚む。すると、そこに羅生門の一角から赤子の泣き声がする。3人が確認すると着物にくるまれた捨て子がいる。下人は迷わず、その着物を剥ぎ取ると赤ん坊は放置する。あまりの所業に杣売りは咎めるが、下人はこの世の中において手前勝手でない人間は生きていけないと自らの理を説き、さらに現場から無くなっていた真砂の短刀を盗んだのが杣売りだったと指摘し、お前に非難する資格はないと罵りながら去って行く。
旅法師は思わぬ事の成り行きに絶望してしまう。そこでおもむろに杣売りが赤子に手を伸ばし、旅法師は彼が赤子の肌着まで奪うのではと疑い、その手を払いのける。しかし、杣売りは自分の子として育てると言い、赤子を大事そうに抱えて去っていく。旅法師は己の不明を恥じながらも、人間の良心に希望を見出すのだった。

## キャスト
多襄丸：三船敏郎
都の内外に悪名が轟く盗賊。女好きとしても有名。真砂の美貌や気性の激しさに惹かれ、金沢夫婦を襲う。捕縛されても豪放磊落に振る舞い、自らの金沢殺しを誇るように語る。
実際には女々しく真砂に言い寄り、無理やり金沢武弘と決闘した。
金沢武弘：森雅之
死体で発見された旅をしている武士。言葉巧みに多襄丸に山奥まで連れて行かれ、木に縛られ、妻を手籠めにされる。巫女による降霊という形で証言を行なう。
実際には武士の癖に武芸が下手で盗賊一人倒すのもやっとで、妻に愛想をつかされた。
真砂：京マチ子
金沢の妻。大人しく貞淑。夫と山中を行動していたところを多襄丸に襲われ犯される。多襄丸によれば凛としていたというが出廷した姿とその証言はか弱さを見せる。
実際には健気な妻ではなく、身勝手な男達を戦わせた。
杣売り：志村喬
金沢の遺体の発見者で、参考人として検非違使に出廷する。そこで矛盾した3人の証言を聞き、下人に話す。
旅法師：千秋実
生前の金沢夫妻の目撃者で、参考人として検非違使に出廷する。
下人：上田吉二郎
雨宿りの際に暇つぶしに杣売りと旅法師の話を聞く。
巫女：本間文子
巫女というより霊媒師。金沢の霊を呼び込み、証言をおこなう。
放免：加東大介
河原で倒れていた多襄丸を発見し、検非違使に連行する。

## スタッフ
- 監督：黒澤明（映画藝術協会）
- 製作：箕浦甚吾
- 企画：本木荘二郎（映画藝術協会）
- 原作：芥川龍之介
- 脚本：黒澤明、橋本忍
- 撮影：宮川一夫
- 音楽：早坂文雄
- 美術：松山崇
- 照明：岡本健一
- 録音：大谷巌
- 編集：西田重雄
- 助監督：加藤泰
- 記録：野上照代

## 製作

### 脚本
伊丹万作唯一の弟子としてシナリオの指導を受けた橋本忍は、伊丹に「君は原作ものはやらないのかね」と言われたのがきっかけで、文学作品を手がけようと考え、あまり映画化されていなかった芥川龍之介に目を付けた。橋本はサラリーマン生活をしながら芥川の小説を読み、彼の短編小説『藪の中』を元にした『雌雄』というシナリオを3日で完成させた。1946年に伊丹が亡くなり、翌年に一周忌法要に参加した橋本は、その席で伊丹夫人から佐伯清を紹介され、『雌雄』を含めたシナリオを佐伯に預けた。その後東京出張の度に佐伯宅を訪問し、佐伯が黒澤明と親しいことを知ると、自分のシナリオを黒澤に読んでもらうように頼んだ。佐伯は預かっていた橋本の『雌雄』を含むシナリオを黒澤に渡した。
当時は東宝を離れ、映画芸術協会を足場に他社で映画製作をしていた黒澤は、『静かなる決闘』を撮った大映から再び映画製作を時代劇の企画という形で依頼され、次作を模索していたところ、佐伯から貰った『雌雄』を思い出した。『雌雄』は京の郊外で武士が殺害される事件をめぐり、関係者3人が検非違使で証言するが、みな食い違ってその真相が杳としてわからないという内容だった。しかし、それだけでは長編映画にするには短すぎたため、橋本は同じ芥川の短編小説『羅生門』のエピソードを『藪の中』の前後に加え、さらに冒頭、羅生門で雨宿りをする者たちが物語を語り始めるエピソードと、ラストで杣売りが捨て子を貰い受けるというエピソードをシナリオに書き足して、タイトルを『羅生門物語』と改題して提出するも、黒澤は気に入らなかった。黒澤は2人で書き直そうと提案するが、橋本は椎間板ヘルニアが悪化して参加できず、黒澤は熱海の旅館「観光閣」に一人籠もってシナリオを書き直した。黒澤は『羅生門物語』のエピソードに第四者の視点である杣売りの証言を付け足した。タイトルも橋本の下に脚本が戻って来た時には、『羅生門物語』から『羅生門』に改められていた。
なお、橋本が執筆した『雌雄』に『羅生門』のエピソードを加えるアイディアについては、橋本と黒澤の双方が、自身の著作本の中で自らが発案者であると主張しており、真相は藪の中である。

### 製作準備
大映の首脳部は、内容が難解なこの企画に首をひねった。この企画に興味を示した本木荘二郎は首脳陣を説得するため、1950年の年明け早々に大映製作担当重役の川口松太郎と市川久夫の前で本読みをした。まだ企画が通ってもいない脚本の本読みをプロデューサーがするのは異例だったが、本木の劇的な抑揚を付けた本読みは川口たちの心を動かし、製作の許可が出た。また黒澤は商業性に乏しいこの企画を渋る経営陣に「セットは羅生門のオープンセットが1つ、他に検非違使庁の塀、あとはロケーションだけ」と説得して会社を安心させた。大映社長の永田雅一はこの決定に深く関与しておらず、本作のプロデューサーも製作部長の箕浦甚吾が担当した。
同年の初夏、黒澤一行は大映京都撮影所入りし、木屋町の旅館「松華楼」に宿泊した。黒澤は松華楼を拠点にして、羅生門のオープンセットの完成を待ちながら、撮影打ち合わせ、ロケーション・ハンティング、リハーサルなどの準備に取りかかった。配役は8人のみで、黒澤は三船敏郎や志村喬など一緒に仕事をしたことのある俳優で固めるつもりだったが、大映は興行的に難しい作品を売りやすくするため、当時肉体女優として売り出していた京マチ子を真砂役に起用することを提案した。黒澤は当初、この役に原節子を念頭に置いていたが節子の義兄、熊谷久虎が節子には向かないと反対して実現しなかった。本作に出演したかった京は眉を剃り落してメーキャップテストに現れ、その熱意に打たれた黒澤は京の出演を決めた。
羅生門のオープンセットは、美術監督の松山崇の設計により、大映京都撮影所内の広場600坪に25日間を費やして建設した。羅生門は羅城門を元にしているが、羅城門の構造が分からず寺院の山門を参考にして建てた。そのセットは間口18間（約33メートル）、奥行き12間（約22メートル）、高さ11間（約20メートル）で、柱は周囲4尺（約1.2メートル）の巨材18本を使い、「延暦十七年」と彫られた瓦を4000枚焼いた。あまりにも大きなセットになり、屋根までまともに作ると柱が支えきれなくなるため、屋根の半分を崩して荒廃しているという設定にした。企画時にセット1つで済むと聞かされていたため、大映重役の川口松太郎は「黒さんには、一杯喰わされたよ、1つには違いないが、あんな大きなオープンセットを建てる位なら、セットを百位建てた方がよかったよ」と愚痴をこぼした。

### 助監督
撮影が始まる前、助監督の加藤泰（チーフ）、若杉光夫（セカンド）、田中徳三（サード）の3人は脚本がよく解らず、説明を求めようと松華楼の黒澤を訪ねた。映画のテーマを説明するのを嫌う黒澤は「よく読めば解るはずだ。もう少し脚本をよく読んで欲しい」と言うも、3人は引き下がらずに重ねて説明を求めたため、次のように説明した。
この説明に若杉と田中は納得するも、加藤だけは納得がいかず、黒澤の説明に執拗に食い下がったため、黒澤も気分を害した。撮影現場でも2人は険悪で、黒澤がチーフ助監督がすべき仕事を志村喬に任せたため、これに激昂した加藤は現場に来なくなり、黒澤も彼を現場から外した。その代わり加藤は本作の予告編を作ることになった。その予告編には撮影現場のスナップや、特別に撮った猫の目のアップや、うごめく蛇のショットなど、本作とは関係のないテーマが挿入された。予告編に対する黒澤の反応について、田中は「最初にその予告編を見た時、面白いじゃないの、というようなことを言いましたよ。もっともそれは、黒澤さんの皮肉だったと取れないこともないですが…」と語っている。

### 撮影
撮影は7月7日から8月17日まで行われた。オープンセットは大映京都撮影所内に作られた羅生門と検非違使庁の庭のみで、それ以外はロケーション撮影が行われた。森のシーンは奈良市奥山の原生林と長岡京市の光明寺の裏山、川ふちのシーンは木津川べりで撮影した。撮影は大映専属の宮川一夫が担当し、カメラは宮川愛用のミッチェルNC型撮影機、レンズは画面の隅々までシャープな画像が得られるアストロ社製の32ミリ、40ミリ、50ミリ、75ミリを使用した。黒澤は後述の宮川の撮影技術を「百点だよ。キャメラは百点! 百点以上だ! 」と高く評価した。
撮影は奈良奥山のロケーションで始まり、杣売りが斧を担いで山奥へ入るシーンでクランクインした。7月17日から光明寺でロケーション撮影をしたが、この撮影は羅生門のオープンセットと並行してスケジュールが組まれ、晴れた日は光明寺、曇りの日は雨の羅生門のシーンを撮影した。雨の羅生門のシーンでは、門が煙るほどの土砂降りの雨を降らせるため、3台の消防車を出動させて5本のホースを使用した。その時に雨がバックの曇り空に溶け込まないようにするため、水に墨汁をまぜて降らせた。

### ポストプロダクション
8月17日に撮影終了したが、公開日は8月26日に決定していたため、1週間で編集とダビング作業をすることになり、そのうえ2度にわたる火災に巻き込まれるというトラブルも発生した。最初の火災は8月21日午後6時、ダビング作業をしていた録音室のすぐ隣の大映京都撮影所第2ステージで出火した。オリジナルネガは無事だったが、慌ててダビングマシンを持ち出したため機材はバラバラになり、旧式の機材で作業を続けなければならなくなった。さらに録音した三船の音声の一部も消失し、帰京していた三船を呼び戻して録音し直すことになった。その翌日にダビング作業を再開するが、そこで2度目の火災が発生した。今度はフィルムが映写機に引っかかって引火し、セルロイドフィルムから放出される有毒ガスにより、30数人のスタッフが倒れた。
それでも黒澤たちは公開日に間に合わせるため残り2日間でダビング作業を行い、8月24日午後7時頃に初号プリントが完成し、すぐに夜行列車で東京の本社に送られた。翌8月25日に京橋の大映本社で試写が行われたが、同席した田中徳三によると、試写が終わって数分の沈黙のあと、永田社長が「なんかよう解らんけど、高尚なシャシンやな」と語ったという。

## スタイル

### 撮影と映像美
黒澤は本作でサイレント映画の持つ映像美にチャレンジし、視覚的なストーリーテリングに頼ることにした。黒澤はサイレント映画の美しさを考え直し、純粋な映画的手法を生かす方法を探すため、1920年代のフランスのアヴァンギャルド映画『ひとで』『貝殻と僧侶』などの手法を研究した。本作はその試みを実験する格好の素材となった。黒澤は次のように述べている。
宮川は「黒と白で、グレーのないような、コントラストの強い絵を撮りたい」と提案し、これに応じた黒澤は検非違使の庭を白、羅生門を黒、森の中を白と黒で撮るというイメージを固めた。宮川はこれまで得意とした、グレーの微妙なニュアンスで表現したローキー・トーンの画調を放棄し、黒と白を基調として中間のグレーを抑えるハイキー・トーンを採用した。さらにフィルムは当時主流のコダックフィルムを使わず、コントラストが出過ぎることで劣っていた国産のフジフイルムをあえて使用した。
森の中のシーンでは、光と影のコントラストの強い映像を作るため、宮川は初めて露出計を使用した。宮川はこれまで勘を頼りに撮影してきたが、光量が変化しやすい森の中の撮影に対応するため、進駐軍が持っていた露出計を手に入れた。また、強力な電気照明を持ち込めない暗い森の中で安定した光量を確保するため、宮川は「鏡照明」という手法を考案した。これは木の間からもれる太陽光を8枚の大鏡でリレーのように反射させて光を当てるという技法で、レフ板よりも太陽光を直接使ってコントラストの強い画調を作ることができた。さらに宮川は地上数メートルの高さに野球ネットを張り、その上に枝葉を適当に散らし、長い竹竿でそれを調節しながら、俳優の顔に木の葉の影がうまく当たるようにし、登場人物の精神状態を木の葉の影の微妙な変化で表現した。
本作では、カメラを太陽に向けるという大胆な撮影を行った。当時は太陽をじかに撮るとフィルムを焼くと考えられてタブーとされていたが、黒澤は多襄丸と真砂が接吻するシーンで、2人の接吻越しに太陽を入れるように注文した。宮川は2メートルの高さの台に2人を乗せ、カメラは地面を掘った穴から仰角で撮影し、2人の接吻のアップ越しに木の葉の間をもれる太陽を入れた。宮川は杣売りが森の中を歩くシーンでも、モンタージュ用に木の葉の間をもれる太陽のショットを撮影している。
三船演じる多襄丸が武弘を縛り付けたあとに真砂のもとへ駆けていくシーンでは、多襄丸の走りにスピード感を出すため、カメラを中心に円を描くように三船を走らせた。宮川はカメラが三船と等距離になるよう、カメラから延ばしたロープを三船に縛り付け、カメラごとぐるぐる回りながら撮影した。

### 演技
黒澤は俳優に本能むき出しの野性味ある動きや表情を引き出そうとした。黒澤はリハーサルの合間に16ミリでマーティン・ジョンソンの古いアフリカ探検映画を見せ、藪の向こうからライオンがこちらを見ているショットがあると、「おい三船君、多襄丸はあれだぜ」と指摘した。黒澤は「人間をアニマルにしようと思った」と述べている。佐藤忠男は「三船敏郎は多襄丸役で、旧来の時代劇の様式化された演技とは全く違う動物的精気のあふれるような本能的な荒々しい動きを見せた」と指摘している。さらにクロヒョウの出る映画をみんなで見たときに、クロヒョウが画面に現れて京が両手で顔を隠した姿勢を、そのまま真砂の演技に取り入れた。

### ヒューマニズム
本作は人間不信の物語であるが、ヒューマニストである黒澤はラストに杣売りが羅生門に捨てられていた赤ん坊を拾って育てるというオリジナルのエピソードを付け足し、救いとして人間への信頼を取り戻そうとする結末にした。このシーンは公開後に国内外で取って付けたようなヒューマニズムで不自然ではないかという批評を受けたが、これに対して黒澤は淀川長治との対談で次のように語っている。

### 音楽
本作の音楽は早坂文雄が作曲した。真砂の証言シーンでは、ラヴェルの「ボレロ」に似た音楽を作曲している。これは黒澤のアイデアで、そのシーンの脚本を書いている時に、頭の中で「ボレロ」のリズムが思い浮かんだからだという。「ボレロ」の故国フランスでは、あまりにも酷似しているとして物議を醸し、ラヴェルの楽譜の出版元からも抗議の手紙が寄せられたが、早坂のオリジナル・ボレロだと主張して事なきを得た。

## 公開と評価

### 日本公開
1950年8月25日、大映本社での試写の1時間後、帝国劇場で行われた読売新聞社主催の湯川奨学金公募で特別上映され、その翌日に劇場公開された。1950年度の大映作品の興行成績で4位となる成功を収め、通常は週替わりで封切られるところ、大映系列館のすべてで2週間以上続映された。当時としては刺激的な内容のため、インテリ層に支持されて都市部でヒットした。しかし、映画批評家の評価はあまり良くはなく、この年の第24回キネマ旬報ベスト・テンで5位にランクされる程度だった。

### ヴェネツィア国際映画祭

#### 出品から受賞まで
同年末、日本映画連合会にカンヌ国際映画祭から出品依頼が届き、選考により本作と今井正監督の『また逢う日まで』が候補に絞られた。しかし、本作は音楽がボレロに似ていることを指摘されたため推薦から外された。当時の映画会社は国際映画祭に関心がなく、出品に必要なプリント代や字幕作成などの費用が無駄だからと出品を渋り、『また逢う日まで』も東宝が出品を取り下げた。同時にヴェネツィア国際映画祭からも出品依頼が届き、日本映画連合会は同映画祭出品の日本の窓口だったイタリフィルム社長のジュリアーナ・ストラミジョーリに選考を任せた。ストラミジョーリはすべての候補作を見て、本作が出品作にふさわしいと判断した。ストラミジョーリはその理由について、次のように語っている。
しかし、大映は出品に興味を示さず、字幕作成費を負担するのも渋ったため、ストラミジョーリは自分で字幕を作成し、自費でフィルム代や送料を負担して出品した。黒澤は自伝で、映画祭出品は「ストラミジョリイ(本文ママ)さんの理解ある配慮によるもの」と述べており、大映営業調整部長の山根啓司も「ほんとうにあそこに出すようになったのはストラミジョリさんの功績です」と述べている。
1951年8月23日にヴェネツィア国際映画祭で上映されると、多くの映画関係者やジャーナリストに衝撃を与えた。バラエティ誌の記者は「監督が素晴らしい。全て屋外で撮影されているが、カメラワークが完璧だ」と報告したが、当時は黒澤や三船も知られていなかったため、スタッフやキャストの見分けがつかず、「セイノブ・ハシモトは自堕落な盗賊を情熱的に演じている。トスィオ・ミフメはドラマチックで濃厚な役だ。アチラ・クロサワは仏頂面で反応の薄い夫役をこなしている」と名前も間違えて報告していた。
9月10日の授賞式でグランプリにあたる金獅子賞を受賞したが、黒澤は出品されたことすら知らず、日本から関係者は誰も出席していなかった。それどころか授賞式には日本人すらいなかったため、映画祭関係者はヴェネツィアの街で受取人にふさわしい人を探し回り、たまたま観光で訪れていたベトナム人男性を見つけ、彼に金獅子像を受け取らせた。

#### 受賞後とその影響
本作のグランプリの報は、敗戦で打ちひしがれていた日本人にとって、湯川秀樹のノーベル物理学賞受賞、古橋廣之進の競泳世界記録樹立などとともに希望と自信を与える出来事となった。また、敗戦国の国民として肩身が狭い思いをしていた海外在住の日本人にも大きな喜びを与えた。リヨンに留学していた遠藤周作は「ベニス映画祭で日本の作品がグランプリをとったというニュースほど、留学生を悦ばせたものはなかった。彼等が木と紙の家にしか住まず、地面の上に寝るとしか考えていない日本人の創造力が本当はどういうものかをこれによって証明できたからである」と書いている。ヨーロッパ在住のイサム・ノグチは本作を見て、ヨーロッパを威張って歩くことができたという。
大映社長の永田は、受賞報告を聞いて「グランプリって何や?」と聞き返したという。永田は本作に批判的な態度を取り、映画祭出品にも無関心だったが、受賞後は手のひらを返したかのように絶賛し、自分の手柄のように語ったため、周りから「黒澤明はグランプリ、永田雅一はシランプリ」と揶揄された。金獅子像も永田が手にして社長室に飾り、黒澤たち関係者にはレプリカを配った。受賞後、大映には欧米各国の配給会社から買付け申し込みが殺到し、アメリカはRKO、イギリスはロンドン・フィルム、イタリアはベロッティ・フィルムと契約を結んだ。
この受賞以来、日本映画には各国映画祭から出品要請が相次ぎ、日本映画の配給を要望する海外の映画会社も増えた。日本映画産業も海外市場に目を向けるようになり、「輸出映画」という言葉が業界用語となった。永田率いる大映も、受賞以降は海外市場開拓を積極的に進めるようになり、吉村公三郎監督の『源氏物語』や衣笠貞之助監督の『地獄門』、溝口健二監督の『雨月物語』などの海外受けを狙う芸術路線の大作映画を送り出し、そのうち数本が賞を受賞したものの、社運を賭けた大作主義に走り過ぎて疲弊したとされている。
黒澤はグランプリの受賞について下記の様にコメントしている。
また、黒澤は受賞祝賀会で次のような発言をしている。
1982年、ヴェネツィア国際映画祭50周年を記念して、イタリアのレ・パプリカ新聞が発表した「グランプリ作品中のグランプリ」に選出された。

### 海外での評価
アメリカでは、1951年12月6日にロサンゼルスのリトル・トーキョーにある日本映画専門館リンダ・リーで期間限定で上映された。現地にいた淀川長治によると、俳優のリー・J・コッブが連日観に通っていたという。その前の10月からRKOは大映と配給交渉を行い、リンダ・リーでの公開後に米国配給権を購入し、12月26日にニューヨークのリトル・カーネギー・シアターで正式にプレミア上映した。アメリカで日本映画が商業上映されたのは、1937年に成瀬巳喜男監督の『妻よ薔薇のやうに』が公開されて以来だった。同劇場だけで公開後3週間で3万5000ドルの興行成績を収めた。当時アメリカにいた三島由紀夫もニューヨークで本作を見ており、「知識階級のあいだでは『羅生門』の評判は非常なものである」と紹介した。
1952年の第24回アカデミー賞では、名誉賞（現在の外国語映画賞）を受賞したが、授賞式には黒澤をはじめ日本映画関係者がひとりも出席しなかったため、急遽代理で出席した在ロサンゼルス日本国総領事館総領事の吉田健一郎がオスカー像を受け取った。翌1953年の第25回アカデミー賞でも、美術監督賞 (白黒部門)で松山崇と松本春造がノミネートされ、授賞式には淀川長治が出席した。
海外の映画批評家の多くは、本作に対して好意的な評価をしている。ニューヨーク・タイムズ紙のボズレー・クラウザーは「この映画が持つパワーのほとんどは、黒澤監督が用いたカメラワークの素晴らしさに由来している。撮影は見事で、映像の流れは言葉にできない表現力がある。音楽や効果音も見事であり、役者たちの演技も刺激的だ」と評した。ロジャー・イーバートは本作に最高評価の星4つを与え、自身が選ぶ最高の映画のリストに加えている。映画批評集積サイトのRotten Tomatoesには55件のレビューがあり、批評家支持率は98%で、平均点は9.22/10となっている。Metacriticには18件のレビューがあり、加重平均値は98/100となっている。
海外の映画監督からも高い評価を受けている。2012年にBFIの映画雑誌サイト・アンド・サウンドが発表した「史上最高の映画ベストテン」の監督投票で、ウディ・アレン、ロイ・アンダーソン、アスガル・ファルハーディーなどがベスト映画の1本に投票した。サタジット・レイは「その映画が私個人に与えた影響は、光の使い方であった。私はその映画を3日間立て続けに見たが、そのたびに、いったいほかのどこに、映画制作の一切の面で、これほどまでに監督の指揮がゆきとどき、きらめいている作品であるだろうかと思った」と評価した。

### 受賞とノミネートの一覧
| 賞                                   | 年度   | 部門                  | 対象            | 結果       | 出典   |
| ------------------------------------ | ------ | --------------------- | --------------- | ---------- | ------ |
| キネマ旬報ベスト・テン               | 1950年 | 日本映画ベスト・テン  |                 | 5位        | [ 68 ] |
| ブルーリボン賞                       | 1950年 | 脚本賞                | 黒澤明 橋本忍   | 受賞       | [ 69 ] |
| ブルーリボン賞                       | 1950年 | 劇映画ベスト10        |                 | 4位        | [ 69 ] |
| 毎日映画コンクール                   | 1950年 | 女優演技賞            | 京マチ子        | 受賞       | [ 70 ] |
| ヴェネツィア国際映画祭               | 1951年 | 金獅子賞              | 黒澤明          | 受賞       | [ 71 ] |
| ヴェネツィア国際映画祭               | 1951年 | イタリア批評家賞      | 黒澤明          | 受賞       | [ 71 ] |
| アカデミー賞                         | 1951年 | 名誉賞                |                 | 受賞       | [ 72 ] |
| アカデミー賞                         | 1952年 | 美術監督賞 (白黒部門) | 松山崇 松本春造 | ノミネート | [ 60 ] |
| ナショナル・ボード・オブ・レビュー賞 | 1951年 | 監督賞                | 黒澤明          | 受賞       | [ 73 ] |
| ナショナル・ボード・オブ・レビュー賞 | 1951年 | 外国語映画賞          |                 | 受賞       | [ 73 ] |
| ニューヨーク映画批評家協会賞         | 1951年 | 外国語映画賞          |                 | 次点       | [ 71 ] |
| 英国アカデミー賞                     | 1952年 | 総合作品賞            |                 | ノミネート | [ 74 ] |
| 全米監督協会賞                       | 1952年 | 長編映画監督賞        | 黒澤明          | ノミネート | [ 75 ] |

### ランキング入り
| 選考年 | 媒体・団体               | 部門                                       | 順位 | 出典   |
| ------ | ------------------------ | ------------------------------------------ | ---- | ------ |
| 1959年 | キネマ旬報               | 日本映画60年を代表する最高作品ベスト・テン | 12位 | [ 76 ] |
| 1979年 | キネマ旬報               | 日本映画史上ベスト・テン                   | 9位  | [ 77 ] |
| 1989年 | キネマ旬報               | 日本映画史上ベスト・テン                   | 15位 | [ 78 ] |
| 1995年 | キネマ旬報               | 日本映画オールタイム・ベストテン           | 7位  |        |
| 1995年 | キネマ旬報               | 世界映画オールタイム・ベストテン           | 33位 |        |
| 1999年 | キネマ旬報               | オールタイム・ベスト100 日本映画編         | 5位  | [ 79 ] |
| 2009年 | キネマ旬報               | オールタイム・ベスト映画遺産200 日本映画篇 | 7位  | [ 80 ] |
| 1982年 | 英国映画協会 Sight&Sound | 批評家が選ぶ史上最高の映画ベストテン       | 81位 |        |
| 1992年 | 英国映画協会 Sight&Sound | 批評家が選ぶ史上最高の映画ベストテン       | 66位 |        |
| 1992年 | 英国映画協会 Sight&Sound | 映画監督が選ぶ史上最高の映画ベストテン     | 10位 | [ 81 ] |
| 2002年 | 英国映画協会 Sight&Sound | 批評家が選ぶ史上最高の映画ベストテン       | 13位 | [ 82 ] |
| 2002年 | 英国映画協会 Sight&Sound | 映画監督が選ぶ史上最高の映画ベストテン     | 9位  | [ 83 ] |
| 2012年 | 英国映画協会 Sight&Sound | 批評家が選ぶ史上最高の映画ベストテン       | 26位 | [ 84 ] |
| 2012年 | 英国映画協会 Sight&Sound | 映画監督が選ぶ史上最高の映画ベストテン     | 18位 | [ 85 ] |
| 1989年 | 文藝春秋                 | 大アンケートによる日本映画ベスト150        | 4位  |        |
| 1995年 | タイムアウト             | 最高の映画100本                            | 66位 | [ 86 ] |
| 2000年 | ヴィレッジ・ヴォイス     | 20世紀の映画ベスト100                      | 10位 | [ 87 ] |
| 2010年 | エンパイア               | 史上最高の外国語映画100本                  | 22位 | [ 88 ] |
| 2010年 | トロント国際映画祭       | エッセンシャル100                          | 14位 | [ 89 ] |
| 2015年 | 釜山国際映画祭           | アジア映画ベスト100                        | 2位  | [ 90 ] |
| 2018年 | BBC                      | 史上最高の外国語映画ベスト100              | 4位  | [ 91 ] |
| N/A    | TSPDT                    | 最高の映画1000本                           | 21位 | [ 92 ] |

## 影響とリメイク
本作における視点を変えて同じ出来事を繰り返して描くという物語手法は、海外で「ラショーモン・アプローチ」と呼ばれ、非線形アプローチや多視点のテクニックによる映画が作られるきっかけとなった。 アラン・レネ監督の『去年マリエンバートで』の複雑な話法は本作からヒントを得ている。ブライアン・シンガーは監督作『ユージュアル・サスペクツ』を「『深夜の告白』と『羅生門』が出会ったような作品」と語っている。この手法は他にも、スタンリー・キューブリック監督の『現金に体を張れ』、クエンティン・タランティーノ監督の『レザボア・ドッグス』、トム・ティクヴァ監督の『ラン・ローラ・ラン』などで用いられた。2021年の『最後の決闘裁判』では共同脚本・出演のマット・デイモンがリドリー・スコットに監督を引き受けてもらうために、複数視点から一つの事件を描く本作の特徴をしきりに話していた。
イングマール・ベルイマン監督の『処女の泉』も本作からヒントを得ている。ベルイマンは『処女の泉』に取りかかる前に「今度はクロサワで行こう」と述べ、この作品を「黒澤の観光気分のあさましい模倣」と述べている。
リメイク作品も幾つか作られた。アメリカの劇作家マイケル・ケニンとフェイ・ケニンは舞台用に脚色し、1959年にブロードウェイで舞台化された。配役は盗賊役にロッド・スタイガー、妻役にクレア・ブルーム、その他にオスカー・ホモルカやエイキム・タミロフなどだった。この戯曲は1960年にシドニー・ルメット演出でテレビドラマ化され、1964年にはマーティン・リット監督で『暴行』として映画化された。この作品では舞台をアメリカ西部に置き換え、盗賊役はポール・ニューマン、妻役は舞台と同じブルーム、下人役はエドワード・G・ロビンソンが演じた。タイでもククリット・プラーモートが舞台用に翻案した脚本を書き、2011年にそれを原作にした映画『ウモーン・パー・ムアン－羅生門』が作られた。

## デジタル修復
2008年、角川映画は映画芸術科学アカデミーと東京国立近代美術館フィルムセンターとの共同事業でデジタル復元を行った。フィルム・ファウンデーションが復元費用を助成しており、同社と映画芸術科学アカデミーとの共同でデジタル復元を行うのは日本映画として初めてである。デジタル復元版は、同年9月28日にアメリカのサミュエル・ゴールドウィン・シアターでワールドプレミア上映され、10月25日に第21回東京国際映画祭で特別上映された。2010年にデジタル復元を行った3社は、全米映画批評家協会賞の映画遺産賞を受賞した。